# Майданов Денис Васильович
Денис Васильович Майданов (17 лютого 1976, Балаково, Саратовська область, РРФСР, СРСР) — російській політичний та громадський діяч, співак, автор-виконавець, поет. Заслужений артист Росії (2017).